# Högharun, Raseborg
Högharun är en ö i Finland. Den ligger i Finska viken och i kommunen Raseborg i den ekonomiska regionen  Raseborg i landskapet Nyland, i den södra delen av landet. Ön ligger omkring 86 kilometer sydväst om Helsingfors.
Öns area är 0,8 hektar och dess största längd är 140 meter i sydöst-nordvästlig riktning. Närmaste befolkade plats är Tvärminne Zoologiska Station, 19,5 km väster om Högharun.